# ماركو فارغاس دياز
ماركو فارغاس دياز (بالإسبانية: Marco Antonio Vargas Díaz)‏ هو اقتصادي وسياسي كوستاريكي، ولد في 17 أغسطس 1948 في سان خوسيه في كوستاريكا. حزبياً، نشط في حزب التحرير الوطني ‏.